# Pariser Schnitzel

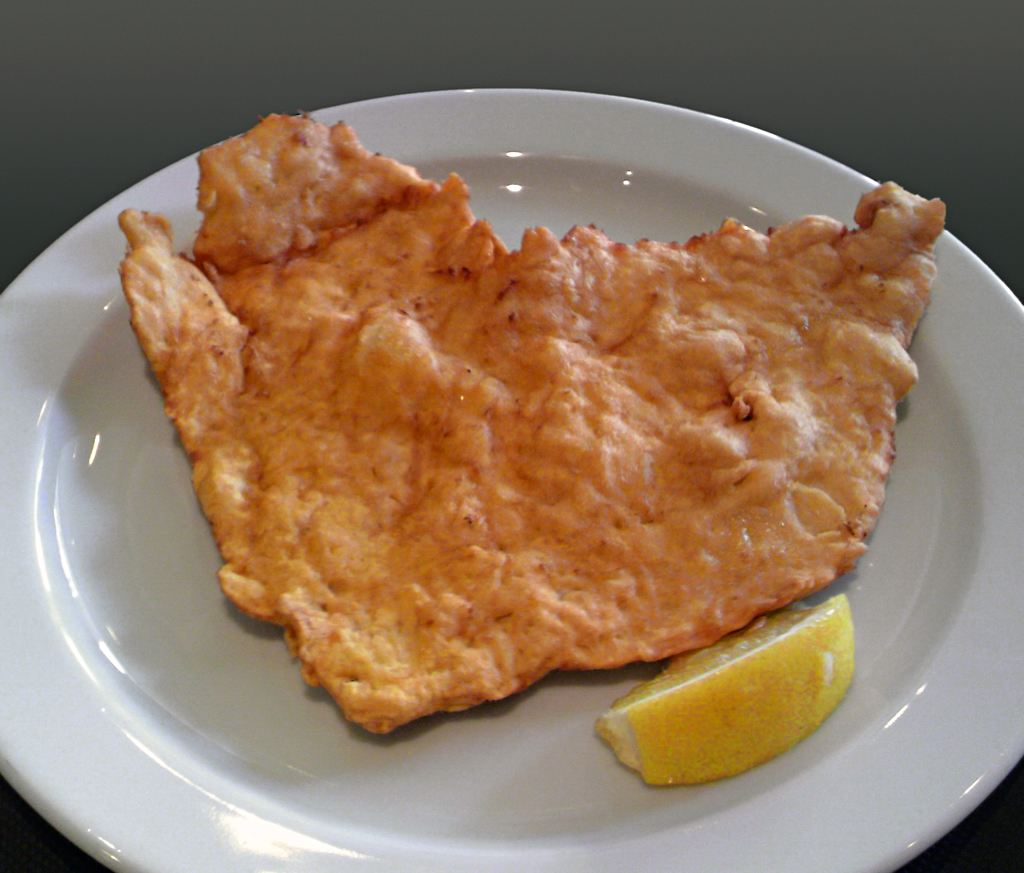
Pariser Schnitzel

Das Pariser Schnitzel ist ein dem Wiener Schnitzel vergleichbares Fleischgericht, wird jedoch ohne Paniermehl zubereitet. Die Bezeichnung der Zubereitungsart soll auf die Weltausstellung in Paris im Jahr 1889 zurückgehen.
Zur Zubereitung werden dünne Schnitzel vom Kalb gesalzen, in Mehl und geschlagenem Ei gewendet, in Pflanzenöl oder Butter goldgelb gebraten bzw. gebacken und je nach Rezept noch in der Pfanne mit etwas Butter nachgebraten.
Die traditionelle Beilage zu Pariser Schnitzel ist Reis.